# Мутне
Мутне (пол. Mutne) — село в Польщі, у гміні Єлесня Живецького повіту Сілезького воєводства.
Населення — 481 особа (2011).
У 1975-1998 роках село належало до Бельського воєводства.

## Демографія
Демографічна структура станом на 31 березня 2011 року:
|          | Загалом | Допрацездатний вік | Працездатний вік | Постпрацездатний вік |
| -------- | ------- | ------------------ | ---------------- | -------------------- |
| Чоловіки | 232     | 55                 | 159              | 18                   |
| Жінки    | 249     | 63                 | 140              | 46                   |
| Разом    | 481     | 118                | 299              | 64                   |